# Corps et Biens (film, 2013)
Pour les articles homonymes, voir Corps et Biens.
Pour plus de détails, voir Fiche technique et Distribution.
Corps et Biens (Отдать концы, Otdat Konci) est une comédie dramatique russe de Taïssia Igoumentseva (ru) sortie en 2013.

## Fiche technique
- Titre original : Отдать концы Otdat Konci
- Titre français : Corps et Biens
- Titre international : Bite the Dust
- Réalisation : Taïssia Igoumentseva (ru)
- Scénario : Alexandra Golovina
- Direction artistique : Eldar Karhalev
- Costumes : Nadezhda Vassilieva
- Maquillage : Ksenia Malkina
- Montage : Ekaterina Chakhounova, Gleb Nikoulski
- Rédaction musicale : Alekseï Roumiantsev
- Photographie : Aleksandr Tananov
- Caméra : Sergueï Maksimov
- Son : Arkadi Noskov et Timour Maximov
- Cascades : Oleg Korytine, Aleksandr Pangaïev, Timour Dariev
- Producteur : Alexey Uchitel
- Producteur associé : Kira Saksaganskaïa
- Producteur exécutif : Elena Bystrova
- Assistant(s) réalisateur(s) : Yakov Gordine, Alla Tiaglova
- Sociétés de production : Rock Films
- Sociétés de distribution :
- Pays d’origine :  Russie
- Budget :
- Langue : russe
- Durée : 101 minutes
- Format : 1,85:1 - Couleur
- Genre : Comédie dramatique
- Dates de sortie :
- France : mai 2013 (festival de Cannes 2013)

## Distribution
- Sergueï Abroskine : Ivan
- Maxime Vitorgan (ru) : Mikhaïl
- Alina Sergueïeva (ru) : Nastia
- Yola Sanko (ru) : Zina
- Juris Lauciņš (en) : Vassilitch
- Anna Rud : Olga
- Dmitri Koulitchkov (ru) : Senia, le mari d'Olga
- Irina Denissova : Andreïevna, directeur du club

## Autour du film
- Le film contient les séquences du drame des frères Dardenne Le Silence de Lorna, sorti en 2008.

## Compilation de musique
- Jump in my car de Roman Tchernitsyne et Maxime Postelny
- Born to love you d'Achim Oppermann, Achim Sobotta et Emmanuel Jones
- Au de Siarhei Mikhalok (en)
- Le petit prince de Mikaël Tariverdiev et Nikolaï Dobronravov, interprété par Elena Kambourova
- Ainsi parlait Zarathoustra de Richard Strauss
- 4 Poèmes symphoniques d'après Arnold Böcklin de Max Reger interprétés par German Philharmonic Orchestra Of Prague dirigé par Joseph Keilberth (Capitol/Telefunken, 1942)
- Carnaval de Robert Schumann interprété par Naum Starkmann (Akkord, 1959)
- Akh Ty Notchenka interprété par Fédor Chaliapine
- Ronde du veau d'or de Faust, opéra de Charles Gounod, livret de Jules Barbier, interprété par Fédor Chaliapine
- Moderato du Lac des cygnes de Piotr Ilitch Tchaïkovski (opus 20), interprété par l'Orchestre de la Suisse romande dirigé par Ernest Ansermet (Dacca Records, 1959)

## Distinctions

### Nominations
- Festival de Cannes 2013 : sélection hors compétition « Séances spéciales »